# دیز (آریزونا)
دیز (به انگلیسی: Daze) یک منطقهٔ مسکونی در ایالات متحده آمریکا است که در آریزونا واقع شده‌است. دیز ۱٬۷۳۸ متر بالاتر از سطح دریا واقع شده‌است.